# Stéphane N'Guéma
Stéphane N'Guema, né le 20 novembre 1984 à Libreville, est un footballeur gabonais retraité.

## Carrière
Repéré par le Stade rennais lors du Tournoi de Montaigu, auquel il participe en 1999 aux côtés de Fabrice Do Marcolino, il devient vite un espoir important et joue régulièrement en équipe première. Moins en vue en 2005/2006, il est prêté au FC Lorient, au mercato hivernal et parvient à jouer la montée en Ligue 2 avec le club des merlus.
Laissé libre par son club formateur, le Stade rennais, après une saison 2006-2007 passée en réserve, il signe le 11 septembre 2007 au FC Istres en National. Malgré une saison pleine et satisfaisante, il est de nouveau laissé libre, et signe le 26 août 2008 au Paris FC. Mais dans la capitale, le joueur va déchanter puisqu'il est licencié en février 2009 après un retour de fête trop bruyant au soir d'une rencontre contre Rodez. Alors sans club durant six mois, il rebondit à l'été 2009 en rejoignant le club moldave du FC Olimpia Bălţi.
Remarqué après avoir disputé la CAN 2010, N'Guéma signe un contrat avec l'AS Beauvais le 29 janvier 2010.
Le 20 août 2010, il s'engage au Paris-SG pour un contrat pro d'une saison. Il évolue d'abord avec l'équipe réserve du club de la capitale, en espérant montrer ce qu'il sait faire avec le groupe professionnel. Il quitte le PSG à l'été 2011 en n'ayant pas satisfait[réf. nécessaire]. En contact avec le Stade Malherbe de Caen à la fin du mercato 2011, il n'y signe pas après un essai infructueux[réf. nécessaire].
Il rentre alors au Gabon en rejoignant l'US Bitam.
En 2012, il signe pour deux ans avec l'AC Bongoville.
En 2014, à la suite de la relégation de l'AC Bongoville en deuxième division, il s'engage avec Ombilianziami Libreville. 
En 2015, il signe au FC 105 de Libreville, l'un des grands clubs gabonais où il est entraîné par son ancien coéquipier en équipe nationale Thierry Mouyouma. Il y reste jusqu'en 2017, avant de raccrocher les crampons.

## Palmarès
- 2007 : Champion de France des réserves professionnelles avec Stade rennais.
- Vainqueur de la Coupe Gambardella en 2003 avec le Stade rennais.

## Statistiques
- 10 matchs (3 buts) en Divizia Naţională (D1 Moldave)
- 47 matchs (4 buts) en L1
- 8 matchs en L2
- 59 matchs (10 buts) en National
- 70 matchs (22 buts) en CFA
- 2 matchs en Coupe UEFA